# 2. HMNL 1999./2000.
Druga hrvatska malonogometna liga za sezonu 1999./2000.

## Ljestvice

### Jug
| mj | klub                               | ut | pob | ner | por | gol+ | gol- | bod |
| -- | ---------------------------------- | -- | --- | --- | --- | ---- | ---- | --- |
| 1. | Torcida (Split)                    | 14 | 11  | 2   | 1   | 60   | 26   | 35  |
| 2. | Pauk (Split)                       | 14 | 11  | 1   | 2   | 66   | 44   | 34  |
| 3. | Adriacink (Split)                  | 14 | 10  | 1   | 3   | 102  | 66   | 31  |
| 4. | Solin Salona Štit Markioli (Solin) | 14 | 8   | 1   | 5   | 88   | 63   | 25  |
| 5. | Staševica (Staševica)              | 14 | 6   | 1   | 7   | 79   | 96   | 19  |
| 6. | Narona (Metković)                  | 14 | 4   | 1   | 9   | 59   | 70   | 13  |
| 7. | HP Dubrovnik (Dubrovnik)           | 14 | 2   | 1   | 11  | 61   | 100  | 7   |
| 8. | Murter (Murter)                    | 14 | 0   | 0   | 14  | 26   | 78   | 0   |

### Zapad
| mj | klub                    | ut | pob | ner | por | gol+ | gol- | bod |
| -- | ----------------------- | -- | --- | --- | --- | ---- | ---- | --- |
| 1. | Prigorac (Jastrebarsko) | 10 | 9   | 1   | 0   | 79   | 46   | 28  |
| 2. | Telekom (Zagreb)        | 10 | 7   | 1   | 2   | 73   | 40   | 22  |
| 3. | Novi Marof (Novi Marof) | 10 | 7   | 0   | 3   | 73   | 44   | 21  |
| 4. | Lika Šport Gospić)      | 10 | 2   | 0   | 8   | 40   | 67   | 6   |
| 5. | Pekarna Biškić (Zagreb) | 10 | 2   | 0   | 8   | 44   | 72   | 6   |
| 6. | Visoko (Visoko)         | 10 | 2   | 0   | 8   | 21   | 61   | 6   |

### Sjever
| mj | klub                            | ut | pob | ner | por | gol+ | gol- | bod |
| -- | ------------------------------- | -- | --- | --- | --- | ---- | ---- | --- |
| 1. | Sokol (Vinkovci)                | 10 | 8   | 1   | 1   | 57   | 37   | 25  |
| 2. | Đakovo (Đakovo)                 | 10 | 8   | 1   | 1   | 59   | 37   | 25  |
| 3. | Čepin (Čepin)                   | 10 | 5   | 0   | 5   | 40   | 40   | 15  |
| 4. | Donji Miholjac (Donji Miholjac) | 10 | 2   | 2   | 6   | 44   | 45   | 8   |
| 5. | Virovitica (Virovitica)         | 10 | 2   | 2   | 6   | 36   | 44   | 8   |
| 6. | Šilo (Osijek)                   | 10 | 2   | 0   | 8   | 35   | 68   | 6   |

### Razigravanje za prvaka II. HMNL
| mj | klub                               | ut | pob | ner | por | gol+ | gol- | bod |
| -- | ---------------------------------- | -- | --- | --- | --- | ---- | ---- | --- |
| 1. | Torcida (Split)                    | 2  | 2   | 0   | 0   | 13   | 3    | 6   |
| 2. | Sokol (Vinkovci)                   | 2  | 1   | 0   | 1   | 14   | 16   | 3   |
| 3. | Prigorac Tera Jaska (Jastrebarsko) | 2  | 0   | 0   | 2   | 10   | 18   | 0   |

## Poveznice
- Prva hrvatska malonogometna liga 1999./2000.
- Hrvatski malonogometni kup 1999./00.